# Olvi (brouwerij)
Olvi is een Finse brouwerijgroep en frisdrankenfirma met hoofdzetel in Iisalmi.

## Geschiedenis
Brouwerij Olvi werd opgericht in 1878 door meesterbrouwer William Gideon Åberg en zijn vrouw Onni in Iisalmi. In die tijd waren er 78 actieve brouwerijen in Finland waarvan Olvi als enige onafhankelijke brouwerij overgebleven is. In 1952 werd de naam gewijzigd in Olvi Oy en in 1955 werd door zijn opvolger E.W. Åberg en diens vrouw Hedwig Åberg de Olvi Foundation opgericht, waarna de aandelen van Olvi Oy overgeheveld werden. Tussen 1971 en 1980 waren softdrinks Olvi’s best verkochte product. In 1993 fuseerde Olvi met Sonkari en was de firma een tijdje actief in de fruitsapindustrie, wat echter na enkele jaren stopgezet werd wegens tegenvallende resultaten. In 1996 verkreeg Olvi 15% van de aandelen van AS Tartu Ölletehdas en het volgend jaar kwam deze firma samen met Saare Ölu volledig in handen van Olvi. 
In april 1999 werd een meerderheidsaandeel verkregen in de brouwerij Cesu Alus te Letland en later dat jaar in september een minderheidsaandeel in de Litouwse brouwerij AB Ragutis (Volfas Engelman) . Sinds 2011 is de groep 100% eigenaar van A. Le Coq, de tweede grootste drankenmaatschappij in Estland. De groep heeft 99,67% van de aandelen van brouwerij Cēsu Alus, 99,57% van de aandelen van brouwerij Volfas Engelman en 91,58% van de aandelen van de Wit-Russische brouwerij Lidskoe Pivo.
Olvi heeft een marktaandeel in drank in Finland van 18,7% en is daarmee de grootste Finse drankenmaatschappij van het land. 

## Brouwerijen
- Olvi plc, Iisalmi, Finland
- AS A. Le Coq, Tartu, Estland
- A/S Cēsu Alus, Cesis, Letland
- Volfas Engelman, Kaunas, Litouwen
- OAO Lidskoe Pivo, Lida, Wit-Rusland

## Producten

### Bieren
- Olvi (Ykkönen, III, Export, Tuplapukki, HALKO, Reino, CXXXV)
- Sandels (III, IV A, Tumma, Special Edition)
- Sven Tuuva 3.5%
- Tuntematon sotilas
- A. Le Coq (Premium, Porter, GOLD, Pils, Alexander)
- Cēsu
- Ragutis
- Heineken (onder licentie)
- Starobrno (onder licentie)

### Ciders
- Fizz (Original Dry, Cranberry, Light Strawberry, Cooler Strawberry-Vanilla Light, Cooler Lime-Grapefruit, Cooler Light Winter Ginger Apple, Cooler Red Berries, Cooler Pineapple & Citrus Light, Fresh Apple Sweet, Fresh Perry Light)
- Sherwood Premium Cider
- Glöginmakuinen siideri

### Longdrinks
- OLVI
- A. Le Coq

### Frisdrank
- Angry Birds Tropic
- Olvi
- Turtles Päärynä (peer)
- Bratz Vadelma (framboos)
- Batman Cola, Cola Light
- Teho (energy drink)
- KevytOlo
- Putous Cola